# Maracena
Maracena – gmina w Hiszpanii, w prowincji Grenada, w Andaluzji, o powierzchni 4,89 km². W 2014 roku gmina liczyła 21 633 mieszkańców.
Historia Maraceny sięga, zgodnie z etymologią nazwy, do czasów rzymskich i mogła być wiejską wioską należącą do kogoś o imieniu Maratius.